# 吉隆坡歸正福音教會
吉隆坡歸正福音教會是印尼歸正福音教會在馬來西亞的分會，教會使用的語言為華語。歸正宗教會在馬來西亞教會發展中尚未大量發展，這是馬來西亞目前少數歸正宗教會其中之一。附設機構有歸正福音資源中心及古晉歸正福音事工中心，主任牧師為王俊才牧師。

## 外部連結
- 官方網站 （页面存档备份，存于）